# Hippolyte André Jean Baptiste Chélard

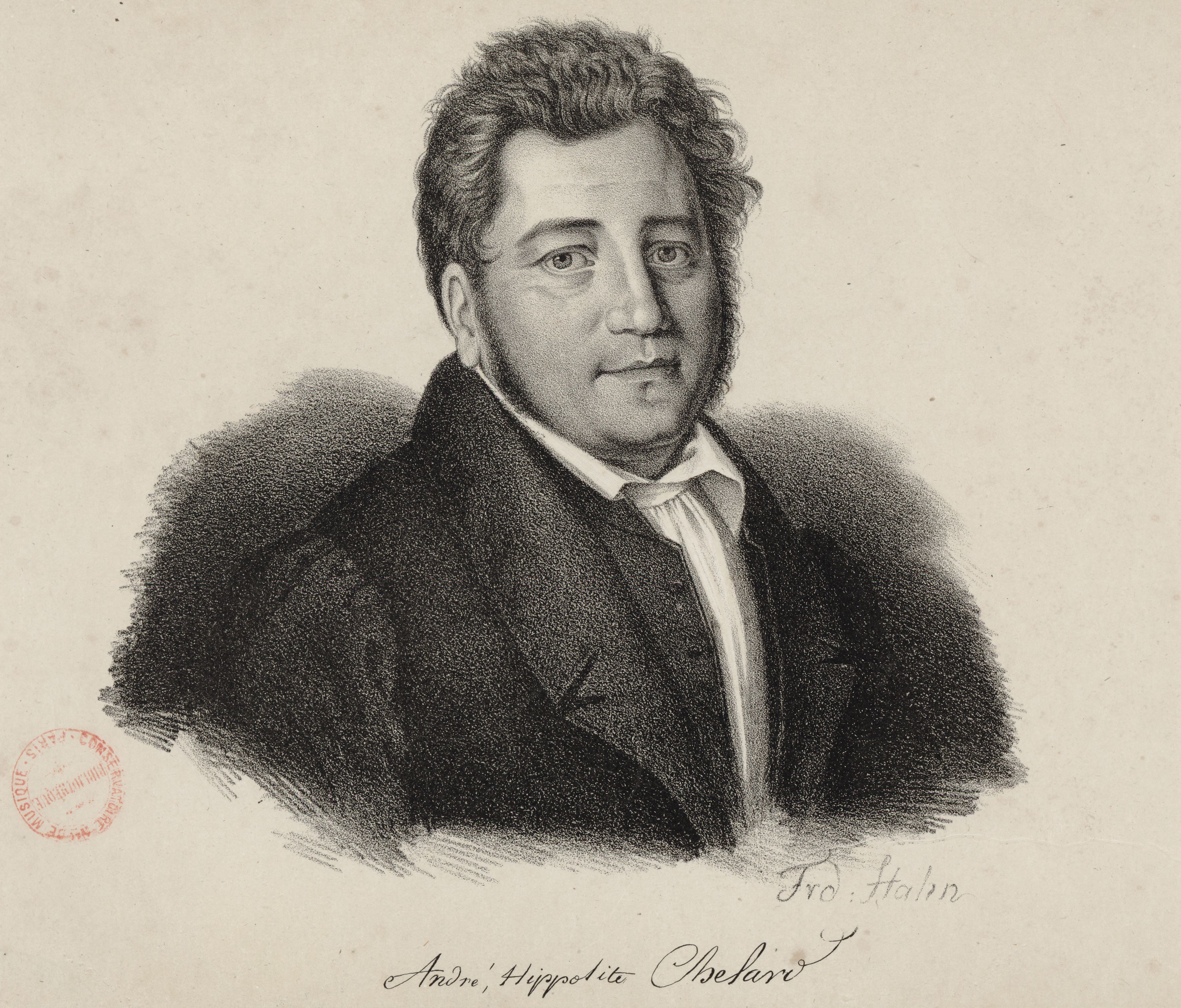
Hippolyte André Jean Baptiste Chélard

Hippolyte André Jean Baptiste Chélard (1789-1861) fue un compositor, violista y director francés de la era del Clasicismo.
Nació en Paris y estudió composición con Gossec y viola con Rodolphe Kreutzer. Chélard ganó en 1811 el Prix de Rome por su cantata Ariane.
Hippolyte se ganó la vida en gran parte de su carrera como violista de la Ópera Nacional de París. Su ópera de 1827, Macbeth, fue un fracaso en París, pero fue un gran éxito en Munich. A partir de entonces, compuso para el mercado alemán, siendo su obra más popular Die Hunnenschlacht, que se estrenó en 1835.
Murió en Weimar, donde se estableció como director de teatro y en los 1840's conoció y firmó un contrato repartiendo tareas de dirección con el recién llegado Franz Liszt.